# ISS-Expeditie 53
ISS-Expeditie 53 is de drieënvijftigste missie naar het Internationaal ruimtestation ISS. De missie begon op 2 september 2017 met het vertrek van de Sojoez MS-04 van het ISS terug naar de Aarde en zal eindigen in december 2017, wanneer de Sojoez MS-05 terugkeert naar de Aarde.

## Bemanning
| Positie           | Eerste deel (augustus 2017)            | Tweede deel (september t/m december 2017) |
| ----------------- | -------------------------------------- | ----------------------------------------- |
| Bevelhebber       | Randolph Bresnik, NASA 2e ruimtevlucht | Randolph Bresnik, NASA 2e ruimtevlucht    |
| Flight Engineer 1 | Sergej Rjazanski, RSA 2e ruimtevlucht  | Sergej Rjazanski, RSA 2e ruimtevlucht     |
| Flight Engineer 2 | Paolo Nespoli, ESA 3e ruimtevlucht     | Paolo Nespoli, ESA 3e ruimtevlucht        |
| Flight Engineer 3 |                                        | Aleksandr Misoerkin, RSA 2e ruimtevlucht  |
| Flight Engineer 4 |                                        | Mark Vande Hei, NASA 1e ruimtevlucht      |
| Flight Engineer 5 |                                        | Joseph Acaba, NASA 3e ruimtevlucht        |